# Kabinett Friedrich

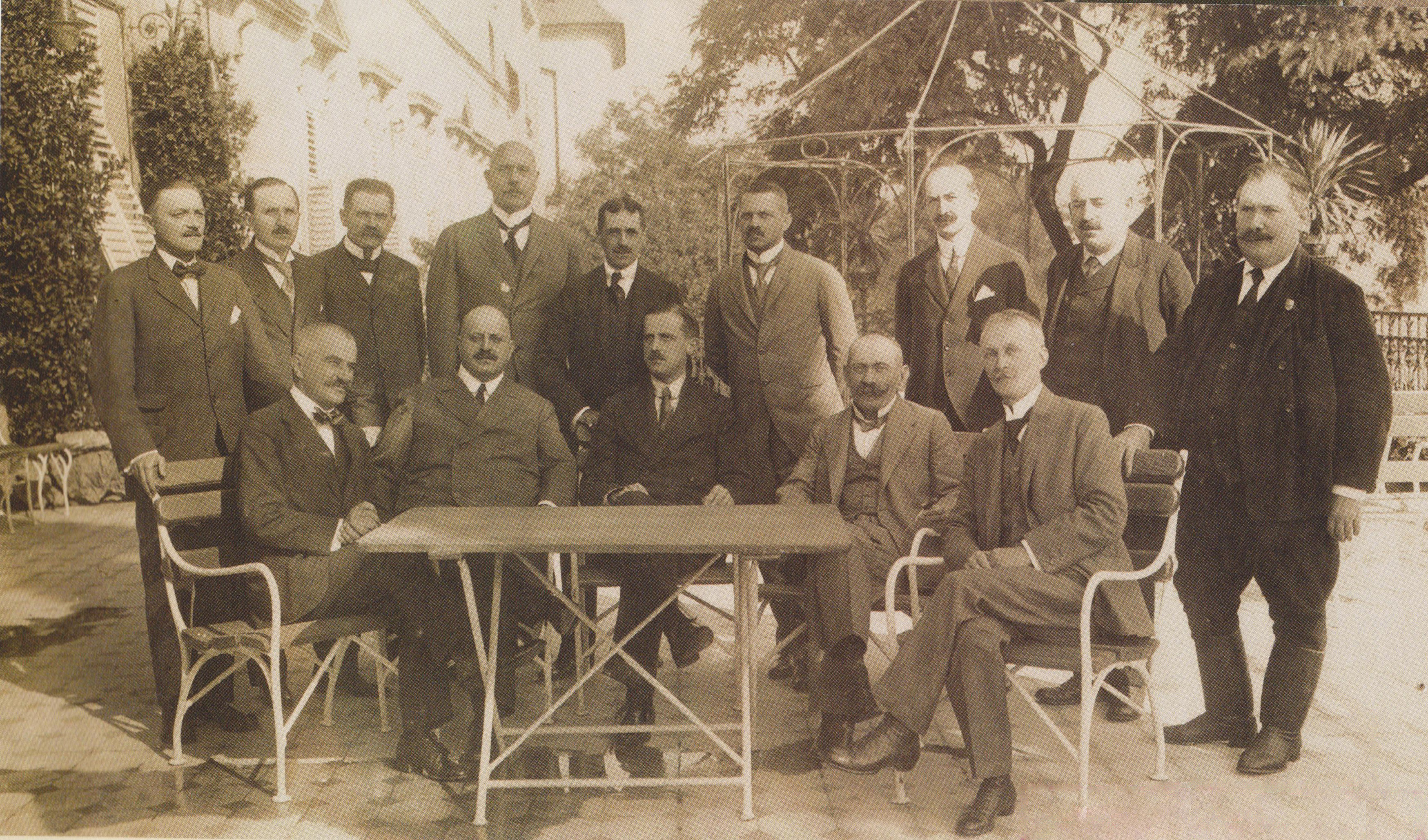
Kabinett Friedrich

Das Kabinett Friedrich war die Regierung Ungarns 1919. Es wurde am 15. August 1919 vom ungarischen Ministerpräsidenten István Friedrich gebildet und bestand bis 24. November 1919.

## Minister
| Amt                                                                       | Amtsträger                  | Beginn Amtszeit    | Ende Amtszeit      |
| ------------------------------------------------------------------------- | --------------------------- | ------------------ | ------------------ |
| Ministerpräsident                                                         | István Friedrich            | 15. August 1919    | 24. November 1919  |
| Innenminister                                                             | Zsigmond Perényi            | 15. August 1919    | 11. September 1919 |
| Innenminister                                                             | Ödön Beniczky               | 11. September 1919 | 24. November 1919  |
| Außenminister                                                             | Marton Lovászy              | 15. August 1919    | 11. September 1919 |
| Außenminister                                                             | József Somssich             | 11. September 1919 | 24. November 1919  |
| Verteidigungsminister                                                     | Ferenc Schnetzer            | 15. August 1919    | 24. November 1919  |
| Finanzminister                                                            | János Grünn                 | 15. August 1919    | 12. September 1919 |
| Finanzminister                                                            | Frigyes Korányi             | 12. September 1919 | 24. November 1919  |
| Justizminister                                                            | György Baloghy              | 15. August 1919    | 22. September 1919 |
| Justizminister                                                            | Béla Zoltán                 | 22. September 1919 | 24. November 1919  |
| Ackerbauminister                                                          | István Szabó (Nagyatádi)    | 15. August 1919    | 27. August 1919    |
| Ackerbauminister                                                          | Gyula Rubinek               | 27. August 1919    | 24. November 1919  |
| Minister für Kultus und Unterricht                                        | Károly Huszár               | 15. August 1919    | 24. November 1919  |
| Handelsminister                                                           | István Friedrich (interim)  | 15. August 1919    | 27. August 1919    |
| Handelsminister                                                           | Ferenc Heinrich             | 27. August 1919    | 17. September 1919 |
| Handelsminister                                                           | Lajos Hegyeshalmy           | 17. September 1919 | 24. November 1919  |
| Minister für Volkswohl und Arbeit                                         | András Csilléry             | 15. August 1919    | 24. November 1919  |
| Minister für Ernährung                                                    | Béla Térfi                  | 15. August 1919    | 27. August 1919    |
| Minister für Ernährung                                                    | Károly Ereky                | 27. August 1919    | 24. November 1919  |
| Minister ohne Geschäftsbereich (Leiter der Verhandlungen mit der Entente) | Gyula Pekár                 | 27. August 1919    | 24. November 1919  |
| Minister ohne Geschäftsbereich für nationale Minderheiten                 | Jakob Bleyer                | 15. August 1919    | 24. November 1919  |
| Minister ohne Geschäftsbereich (Vertretung der Industriearbeiterschaft)   | Dániel Oláh                 | 27. August 1919    | 24. November 1919  |
| Minister ohne Geschäftsbereich (Kleinlandwirte-Angelegenheiten)           | István Szabó (Sokorópátkai) | 27. August 1919    | 24. November 1919  |

## Quelle
- A kormány tagjai 1867-től máig: (Mitglieder der Regierung von 1867 bis heute) im parlamentarischen Almanach (1935)